# Вера Динова-Русева
Вера Енчева Динова-Русева е българска актриса и изкуствоведка, заслужил деятел на културата.

## Биография
Родена е на 9 октомври 1924 г. в София. През 1945 г. завършва актьорско майсторство в НАТФИЗ. Между 1946 и 1950 г. учи в Карловия университет в Прага, където през 1951 г. защитава докторат. От 1951 до 1960 г. работи като актриса в Радиотеатъра на Националното радио, Народния театър „Иван Вазов“ и софийския театър „Трудов фронт“. През 1960 г. става научен сътрудник в Института за изкуствознание при БАН, където от 1974 г. старши научен сътрудник II ст., а от 1979 г. и старши научен сътрудник I ст. В периода 1952 – 2005 г. преподава в Националната художествена академия, а от 1992 до 1996 г. в Техническия университет в София и в същия период в Югозападния университет в Благоевград. От 1986 г. е заслужил деятел на културата. Носител е на ордените „Кирил и Методий I ст.“ (1974), „Червено знаме на труда“ (1984) и орден „1300 години България“. За своята монография „Българска сценография“, издадена през 1975 г. получава наградата на СБХ по изкуствознание „Николай Райнов“. Умира през 2011 г.